# Pamplona (Camarines Sur)
Pour les articles homonymes, voir Pamplona.
Pamplona est une municipalité de la province de Camarines Sur, aux Philippines.